# Русская школа
«Русская Школа» — педагогічний місячник, орган Союзу Русских Учітєлєй у Словаччині, виходив у Пряшеві 1926 — 1931 років «язичієм». Головний редактор — І. Гендер, з 1930 Іван Пєщак.
У журналі друкувались І. Білоконський, Я. Абрамов, І. Білецький та ін.